# Видубичі (станція метро)
50°24′8″ пн. ш. 30°33′39″ сх. д. / 50.40222° пн. ш. 30.56083° сх. д.
«Ви́дубичі» — 33-тя станція Київського метрополітену. Розташована на Сирецько-Печерській лінії між станціями «Звіринецька» і «Славутич». Відкрита 30 грудня 1991 року. Назва — від історичної місцевості Києва.

## Конструкція
Конструкція станції — колонна трипрогінна мілкого закладення з острівною посадочною платформою.
Колійний розвиток: пошерстний з'їзд з боку станції «Славутич».
Зал станції з двох боків з'єднаний виходами до підземних вестибюлів. Один з низ заходить у підземний перехід під транспортною розв'язкою, інший — до залізничних платформ Видубичі, Видубичі Трипільські і автостанції «Видубичі». Наземні вестибюлі відсутні. Другий вихід відкритий у червні 2001 року.

## Архітектура та оформлення
Колони станції облицьовані білим мармуром, колійні стіни — світло-бежевим мармуром. На шляхових стінах і в вестибюлях станції розміщені ромбоподібні панно на рослинну і народну тематику. Назви станції виконані з об'ємних літер шрифтом, стилізованим під старовинний. Стеля складено металевими сегментами; над платформами встановлені світлові лінії з вбудованих світильників. У кесонах перекриття розміщені алюмінієві пірамідальні конструкції, анодовані під золото. У липні 2001 року у зв'язку із збільшеними пасажиропотоками через створення пересадочного вузла на станції відкрито другий вихід. До цього часу він був побудований лише в конструкціях і закритий фальшстінкою.
У декорі станції використана емаль. Авторами розпису емаллю є митці — Олександр Бородай та Олександр Бабак. У Михайлівському Золотоверхому соборі є можливість побачити композицію «Страшний суд» — пензля Олександра Бородая, емальєрні твори якого неодноразово представляли Україну у різних країнах Європи, Канаді та США.
У 2017 році інтер'єр станції використано у зйомках рекламного ролика Lacoste — Timeless

## Пасажиропотік
| Рік                           | 2009 | 2011 | 2012 | 2013 | 2014 | 2015 | 2016 | 2017 | 2018 |
| ----------------------------- | ---- | ---- | ---- | ---- | ---- | ---- | ---- | ---- | ---- |
| Пасажиропотік, тис. осіб/добу | 35,3 | 36,0 | 36,4 | 36,1 | 33,4 | 31,5 | 31,8 | 33,0 | 32,1 |

## Галерея

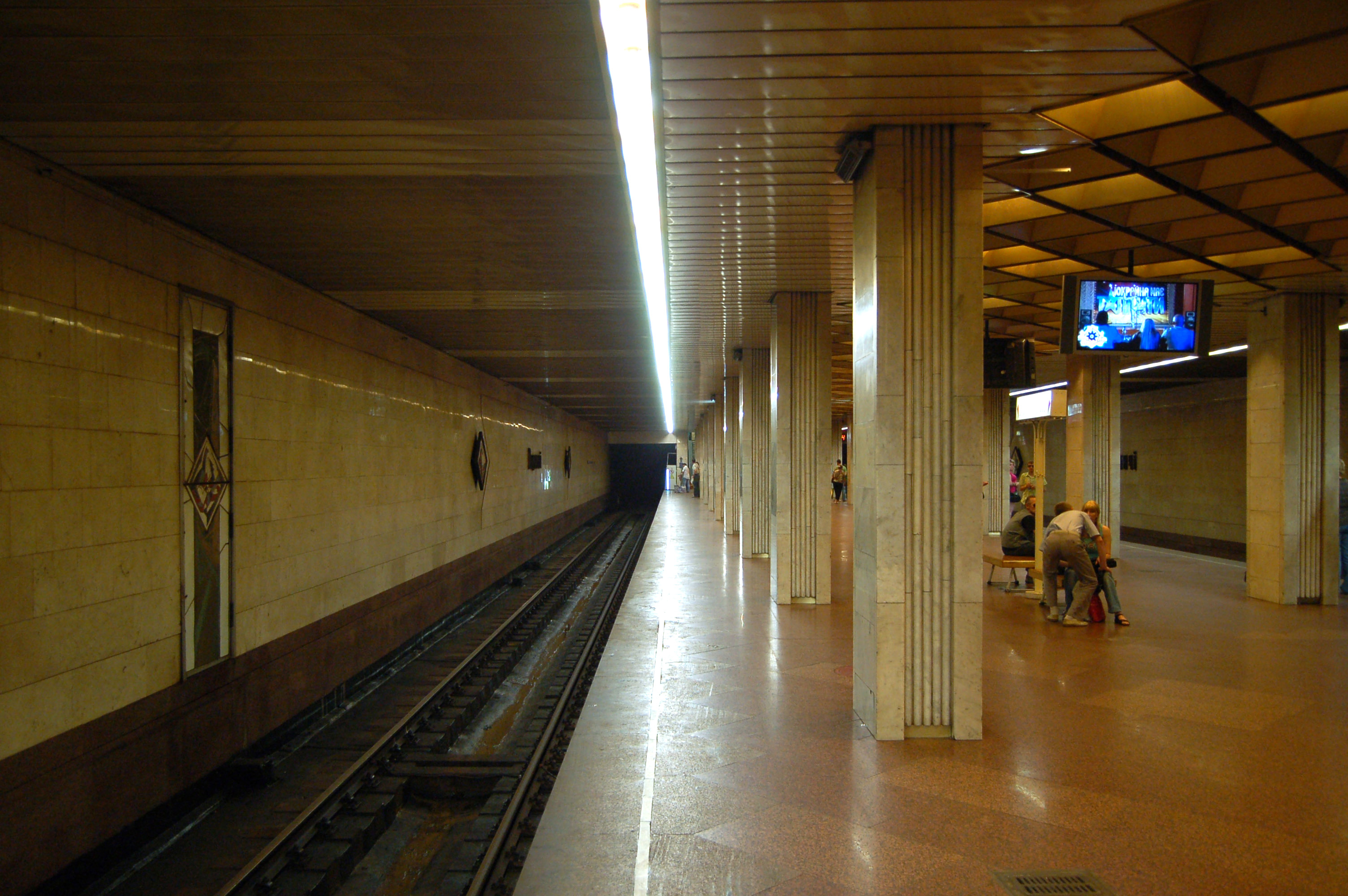
Посадкова платформа
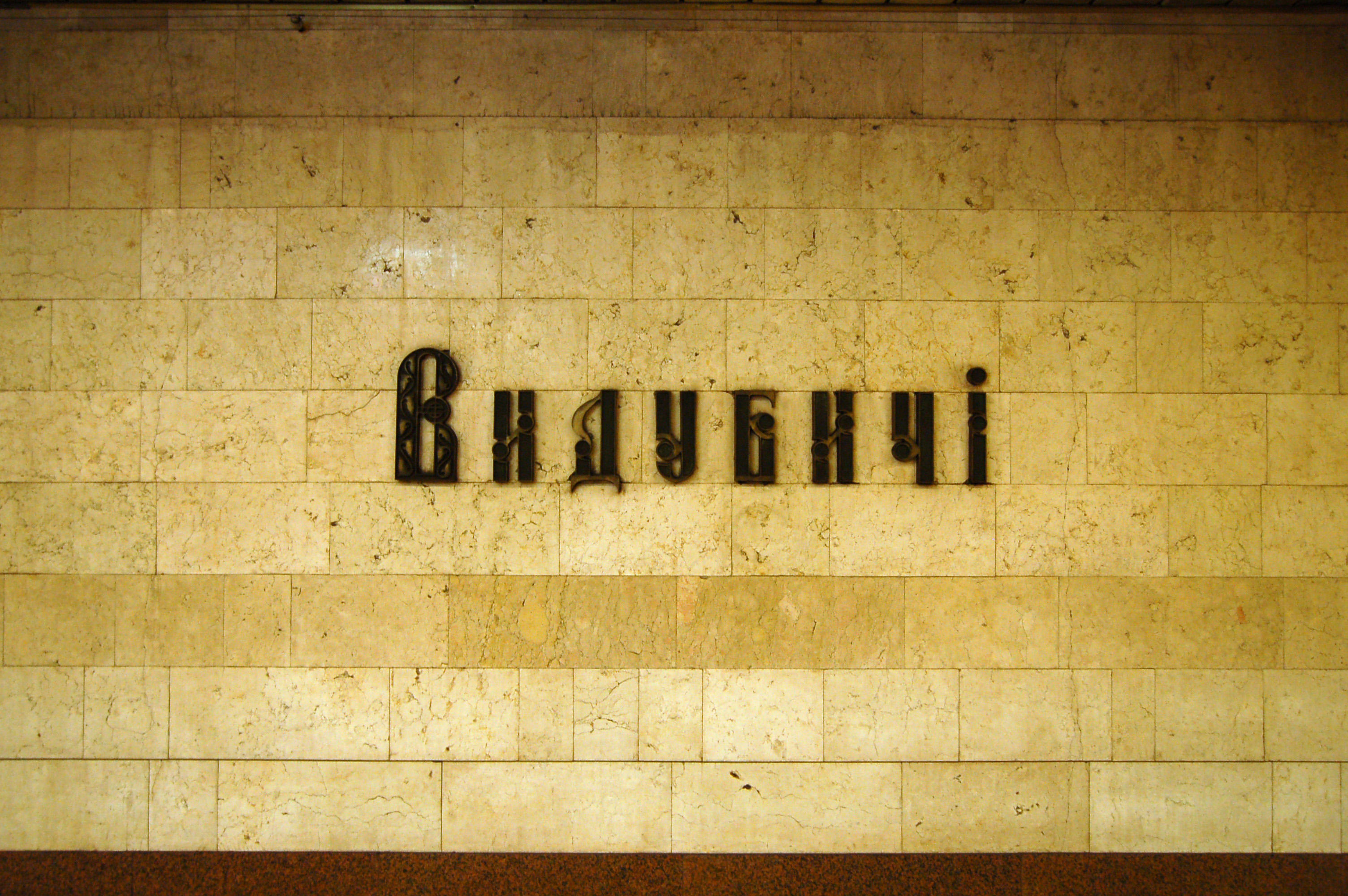
Назва станції на колійній стіні
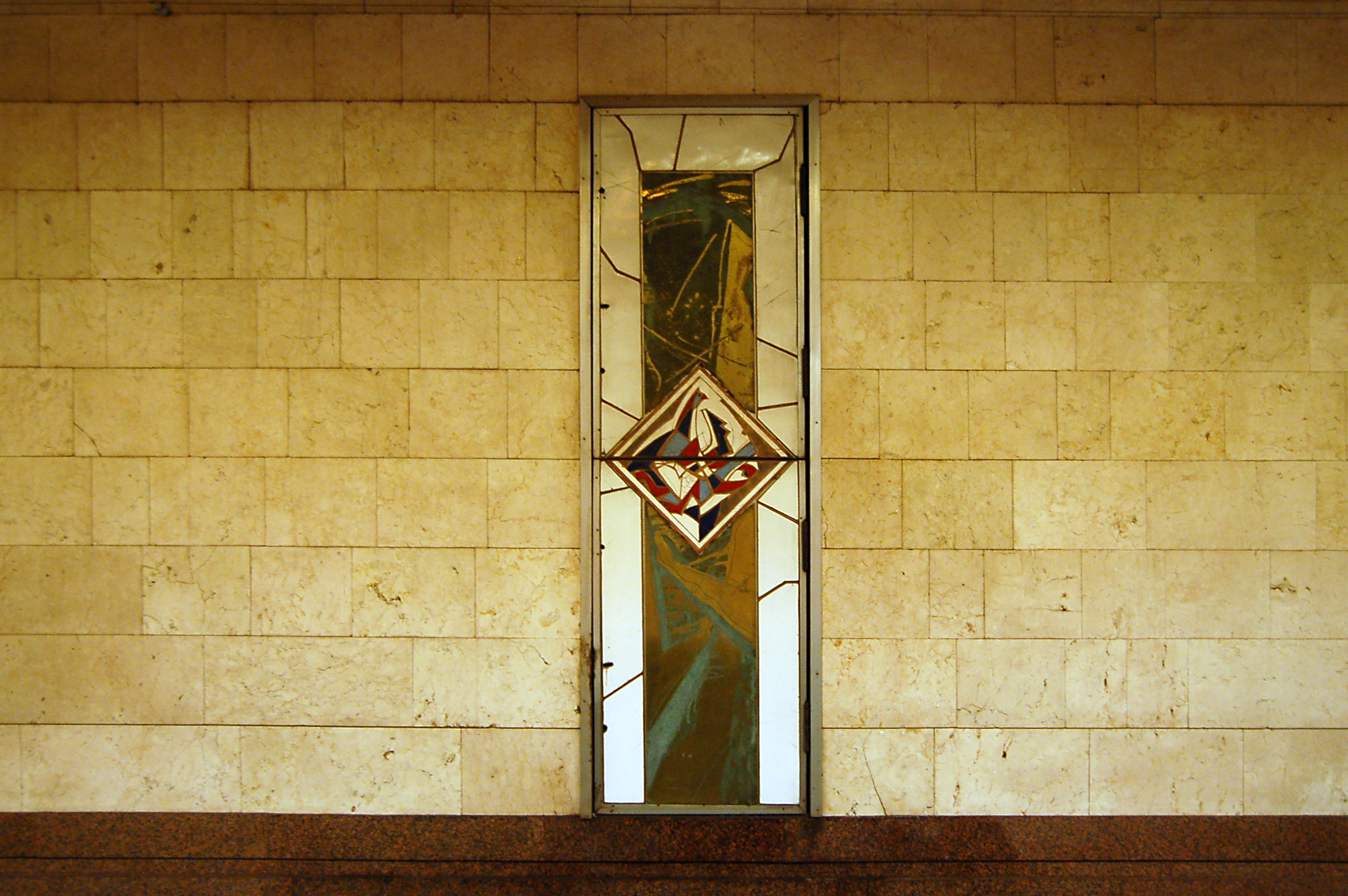
Дверцята на колійній стіні
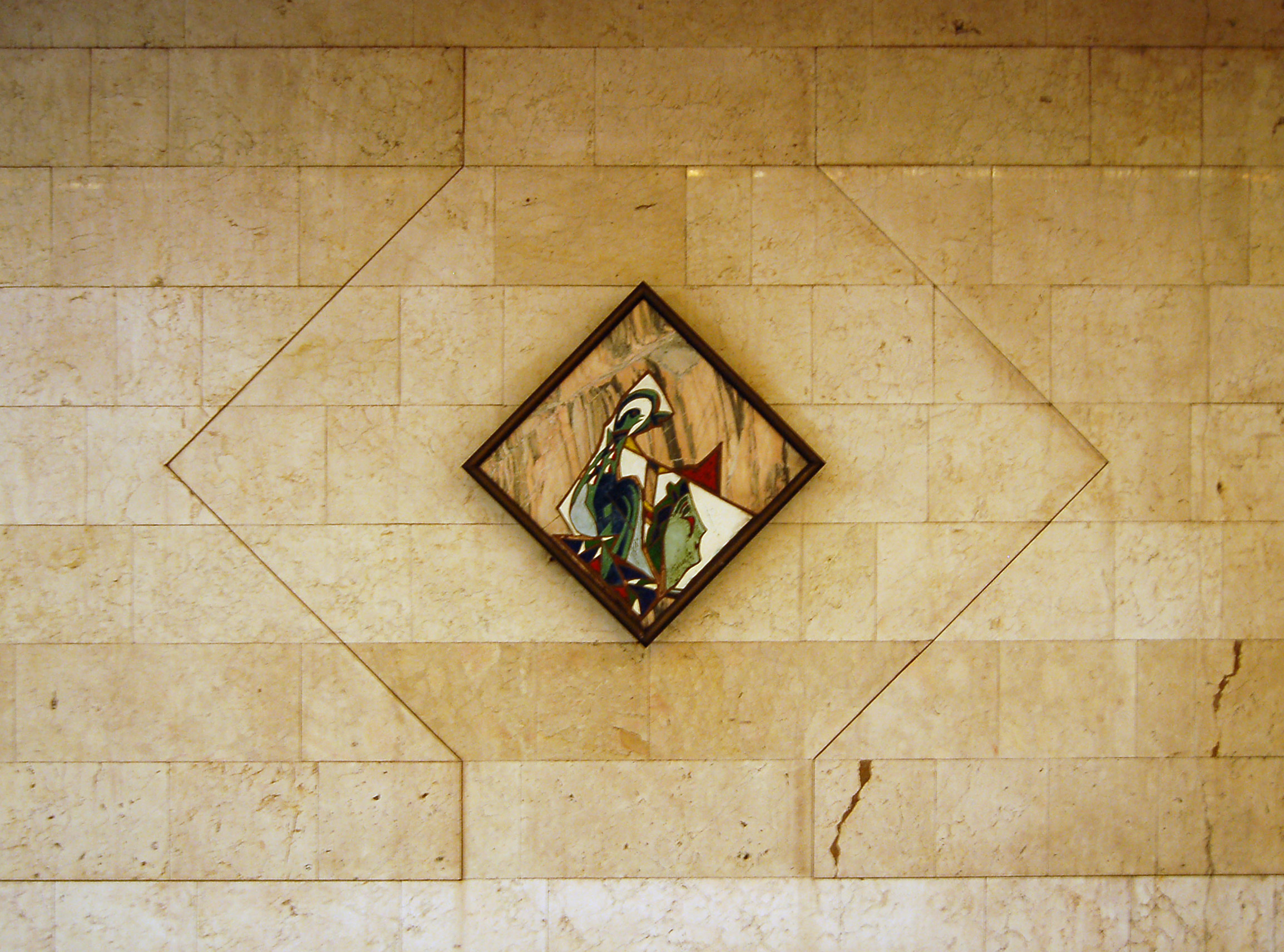
Декоративне панно на колійній стіні